# Île Bathurst (Canada)
Pour les articles homonymes, voir Île Bathurst et Bathurst.
L'île Bathurst (Bathurst Island) ou île de Bathurst est une île de l'archipel Arctique située dans le passage du Nord-Ouest. D'une superficie de 16 042 km², elle est rattachée administrativement au Nunavut.

## Géographie
L'île, qui est inhabitée, fait partie de l'archipel des îles de la Reine-Élisabeth, dans le passage du Nord-Ouest, un espace maritime de l'océan Arctique. Elle se positionne à la latitude 75° 44' 59" Nord et à la longitude 99° 59' 59" Ouest. En 2005, le pôle Nord magnétique se trouvait à proximité de l'extrémité nord de l'île.

## Géologie
La structure géologique composée de strates sédimentaires non-déformées a une influence importante sur la géographie physique de l'île. Elle est constituée d'un plateau de faible relief, incliné vers le sud et l'ouest, dont peu d'endroits dépassent 330 m d'altitude. De nombreux affleurements de schiste et de siltstone entretiennent une végétation luxuriante pour une telle latitude. Ils sont également à l'origine d'une abondante population animale, contrairement aux autres îles arctiques.

## Protection de la nature
Les deux aires protégées sur l'île Bathurst sont la réserve nationale de faune Nanuit Itillinga et le parc national Qausuittuq.

## Historique
Les vestiges retrouvés sur le site archéologique de Brooman Point (situé sur la côte orientale) démontrent la présence des Inuits aux environs du Xe siècle.
Bien qu'elle ait déjà été découverte par sir William Edward Parry en 1819, Parry nomme l'île d'après Henri Bathurst, 3e comte de Bathurst, ministre britannique de la Guerre et des Colonies pour une longue période au début du XIXe siècle. Elle a été explorée par la suite, dans le cadre des expéditions menées à la suite de disparition de sir John Franklin. Sa configuration finale n'a été établie qu'en 1947, après un vol de reconnaissance de l'Aviation royale canadienne. Cette expédition a démontré que la « péninsule » qui forme la côte ouest de l'île est en réalité une suite de plusieurs petites îles (île Alexander, île Massey, île Cameron, île Vanier).